# Eugène Remilly
Pour les articles homonymes, voir Remilly.
Eugène Remilly, né le 11 février 1925 à Ploemeur et mort le 26 juin 2017 à Lorient, est un homme politique français, député européen en 1979-1984.

## Biographie
Il fut maire de Larmor-Plage entre 1965 et 1977.

## Détail des fonctions et des mandats
Mandat parlementaire
- 17 juillet 1979 - 23 juillet 1984 : Député européen